# Pseudosoloe simplex
Pseudosoloe simplex är en fjärilsart som beskrevs av Aurivillius 1910. Pseudosoloe simplex ingår i släktet Pseudosoloe och familjen mätare. Inga underarter finns listade.